# Vierteljahrshefte für Zeitgeschichte
Die Vierteljahrshefte für Zeitgeschichte (abgekürzt VfZ) sind ein bedeutendes fachwissenschaftliches, zeitgeschichtliches Periodikum in Deutschland, das im Auftrag des Instituts für Zeitgeschichte München–Berlin (IfZ) herausgegeben wird.

## Geschichte
Das erste Heft der Zeitschrift erschien 1953. Darin gab der damalige Herausgeber Hans Rothfels mit einem wegweisenden Aufsatz eine noch Jahrzehnte später gültige Definition des historischen Forschungsbereiches Zeitgeschichte, der in dieser Form in Deutschland bis dahin keine Tradition besaß. In den Folgejahren entwickelte sich die Zeitschrift zum wichtigsten Forschungsperiodikum zur Geschichte des Nationalsozialismus.
Die fachwissenschaftliche Bedeutung der Zeitschrift lässt sich auch daran ermessen, dass zahlreiche ihrer Beiträge als Klassiker der Geschichtswissenschaft gelten oder paradigmatische Debatten nicht nur in der deutschen Zeitgeschichtsforschung angestoßen haben. Erwähnenswert sind hier beispielsweise Hans Mommsens Beitrag über den Reichstagsbrand von 1964 oder Martin Broszats Auseinandersetzung mit den revisionistischen Thesen des Holocaustleugners David Irving oder in jüngerer Zeit Dieter Pohls Diskussion der Thesen von Daniel J. Goldhagen und Bogdan Musials Kritik an der Wanderausstellung „Verbrechen der Wehrmacht 1941 bis 1944“.
Nachdem jedoch die Zeitgeschichte – im Sinne von Rothfels’ Definition als „Epoche der Mitlebenden“ – zunehmend über die Zeit des Nationalsozialismus hinausreichte, verbreiterte sich seit den 1970er Jahren auch die Themenpalette der Vierteljahrshefte. Mehr und mehr nahm der Anteil an Forschungsbeiträgen beispielsweise zur Geschichte der DDR und der Bundesrepublik Deutschland zu. Größere Beachtung fand zunehmend auch die Geschichte Europas in ihren globalen Bezügen.

## Organisation und Kooperationen
Die Vierteljahrshefte für Zeitgeschichte sind eine referierte Zeitschrift, deren Beiträge in der Regel ein dreistufiges Begutachtungsverfahren zur Qualitätssicherung durchlaufen: Nach einer Sichtung und Bewertung der anonymisierten Beiträge durch die Redaktion werden externe Gutachten im In- und Ausland eingeholt (Double Blind Peer Review). Dann entscheiden Herausgebergremium und Redaktion nach eingehender Diskussion über die Veröffentlichung.
Neben der Zeitschrift gibt es seit 1961 die Schriftenreihe der Vierteljahrshefte für Zeitgeschichte (Herausgebergremium: Jörn Leonhard, Stefanie Middendorf, Margit Szöllösi-Janze, Andreas Wirsching; Redaktion: Johannes Hürter, Thomas Raithel). Hier erscheinen überwiegend aktuelle monografische Forschungsbeiträge, Tagungs- und Sammelbände sowie kleinere Quelleneditionen.
Das German Yearbook of Contemporary History (GYCH) wird seit 2016 jährlich vom Institut für Zeitgeschichte München–Berlin publiziert und erscheint bei University of Nebraska Press. Die Bände sind thematisch angelegt und enthalten ins Englische übersetzte Aufsätze aus den Vierteljahrsheften für Zeitgeschichte sowie eigens eingeworbene, diskursiv-kommentierend angelegte Beiträge.
Seit Dezember 2003 arbeitet die Redaktion der VfZ mit dem Online-Rezensionsjournal sehepunkte zusammen und betreut mit fünf Spartenredaktionen federführend die Rubrik Zeitgeschichte.
Aufsätze oder komplette Hefte, deren Erscheinen drei Jahre und länger zurückliegt, stehen im Heftarchiv zum kostenfreien Download bereit; ebenso lässt sich das jährlich aktualisierte Inhaltsverzeichnis herunterladen. Die jeweils letzten drei Jahrgänge sind online kostenpflichtig.
Das Online-Angebot der Zeitschrift ist in den letzten Jahren erheblich ausgebaut worden. Neben Informationen zum aktuellen und zum kommenden Heft finden sich Hinweise zum Redaktionsprozess und zur Manuskriptgestaltung sowie Zusatzmaterialien wie Quellen und Fotografien zu einzelnen Beiträgen.
Seit 2007 veranstaltet die Redaktion der Vierteljahrshefte für Zeitgeschichte gemeinsam mit dem Verlag De Gruyter Oldenbourg das einwöchige Seminar „Schreib-Praxis“, das sich um gutes wissenschaftliches Schreiben dreht und im niederbayerischen Aldersbach stattfindet.

## Herausgeberschaft und Redaktion
Das aktuelle Herausgebergremium bilden Andreas Wirsching als Direktor des IfZ sowie Jörn Leonhard, Stefanie Middendorf und Margit Szöllösi-Janze. Zu Mitherausgeberinnen und Mitherausgebern wurden Elizabeth Harvey, Hélène Miard-Delacroix, Herfried Münkler, Alan E. Steinweis und Klaus Gestwa berufen.
Seit 2019 ist Thomas Schlemmer Chefredakteur. Weiter gehören Magnus Brechtken, Agnes Bresselau von Bressensdorf, Johannes Hürter, Eva Oberloskamp, Ingo Loose und Martina Steber der Redaktion an. Die Zeitschrift erscheint jeweils im Januar, April, Juli und Oktober.